# Tillskriven kandidat
I samband med politiska val kan väljaren skriva till en kandidat som inte finns förtryckt på valsedeln, men som väljaren därmed röstar på genom att själv skriva kandidatens namn på valsedeln. 
Fenomenet uttrycks i Sverige genom öppna eller icke-låsta listor, där väljare kan skriva till ett namn, helst i kombination med adress, personnummer och liknande personuppgifter för att förtydliga vem som avses. Samma krav, som att vara folkbokförda i valkretsen och vara minst 18 år gammal på valdagen, gäller som för alla kanddater. Detta är ovanligt men har förekommit på lokal nivå; i kommunalvalen 2014 blev Thomas Wassberg och Pär Öberg invalda  som tillskrivna namn på listorna för Sverigedemokraterna i varsin kommun. Wassberg valde emellertid att avsäga sig mandatet, eftersom han inte sympatiserade med partiet och inte hade något intresse av att engagera sig politiskt. Väljare kan även, teoretiskt sett, skriva in ett namn på en blank valsedel som då fungerar som en egen, namnlös partibeteckning.
Fenomenet förekommer i USA, men att sådana write-in-kandidater segrar i val (inte minst givet majoritetsvalsystemet) är ovanligt. Det förekommer emellertid ändå att vissa kandidater, som inte har fått tillgång till att få sitt namn tryckt på valsedeln, kampanjar just för att bli tillskriven på valsedeln av väljarna. De senaste kandidater som invalts till den federala Kongressen är Lisa Murkowski 2010 och Strom Thurmond 1954, båda sedan de misslyckats att vinna sitt partis primärval och därför inte kunde kandidera för Republikanerna respektive Demokraterna, men haft starkt stöd i den bredare väljarkåren. 